# Muzeum Niemieckie
Muzeum Niemieckie (niem. Deutsches Museum) – muzeum w Monachium, jedno z najstarszych i największych na świecie muzeów technicznych i naukowych. Przyciąga rocznie ponad 1 300 000 zwiedzających. Założone w 1903 przez inżyniera Oskara von Millera. Gmach muzeum, zbudowany według projektu Gabriela von Seidla otwarto w 1925 r. Zbiory obejmują większość dziedzin świata techniki, począwszy od historii techniki aż po największe osiągnięcia techniczne na przestrzeni dziejów. Muzeum posiada również największą na świecie bibliotekę z literaturą techniczną.

## Historia
Utworzone w 1903 r. z inicjatywy inżyniera Oskara von Millera, którego apel w tym zakresie spotkał się z szerokim poparciem niemieckich środowisk naukowych i przemysłowych. Utrzymują to poparcie przez cały, blisko już stuletni, okres istnienia muzeum.
Muzeum otrzymało charakterystyczną nazwę – Muzeum Niemieckie, co świadczyło o znaczeniu, jakie przykłada się w Niemczech do gromadzenia zabytków i dokumentów niemieckiej, a także światowej techniki oraz nauki.

## Zbiory
Muzeum Niemieckie gromadzi zbiory ze wszystkich prawie dziedzin techniki i przemysłu, a także z wielu dziedzin nauki. Równocześnie stanowi aktywny ośrodek badań w zakresie historii techniki i nauki z liczną kadrą pracowników, własnymi wydawnictwami (muzeum posiada blisko 800 tys. książek w swojej kolekcji) oraz rozległą międzynarodową współpracą. Co roku jest ono odwiedzane przez blisko milion turystów.
W ekspozycjach dominuje układ branżowy, poszczególne sale poświęcone są różnym dziedzinom techniki, przemysłu i nauki. Pewnego rodzaju specjalnością w muzeum są liczne, o dużej wartości dydaktycznej modele i tzw. dioramy, przedstawiające procesy produkcyjne wraz z prowadzącymi je zakładami oraz inżynierskie budowle.
Wśród zgromadzonych eksponatów znajdują się obiekty świadczące o pionierskich działaniach techników niemieckich w wielu dziedzinach, np. pierwsza elektryczna lokomotywa konstrukcji Wernera Siemensa z 1879 roku, trójkołowy samochód zbudowany przez Karla Benza w 1886 roku, maszyna rachunkowa Godfrieda Leibniza z początku XVIII wieku, U-1 – pierwszy niemiecki bojowy okręt podwodny z 1906 roku.
W muzeum znajduje się obserwatorium astronomiczne i duże planetarium. Od 18 września 1992 roku posiada oddział w Oberschleißheim, a od 1995 oddział w Bonn.

## Galeria

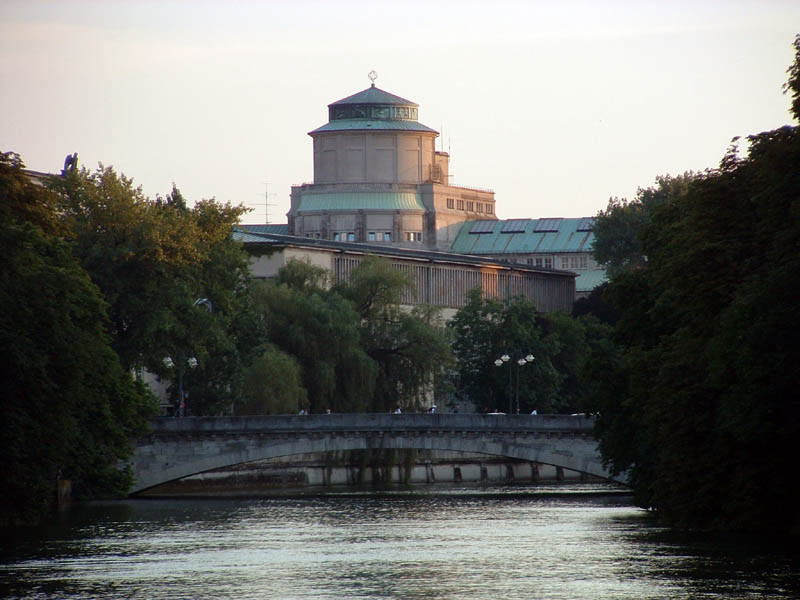
Muzeum Niemieckie
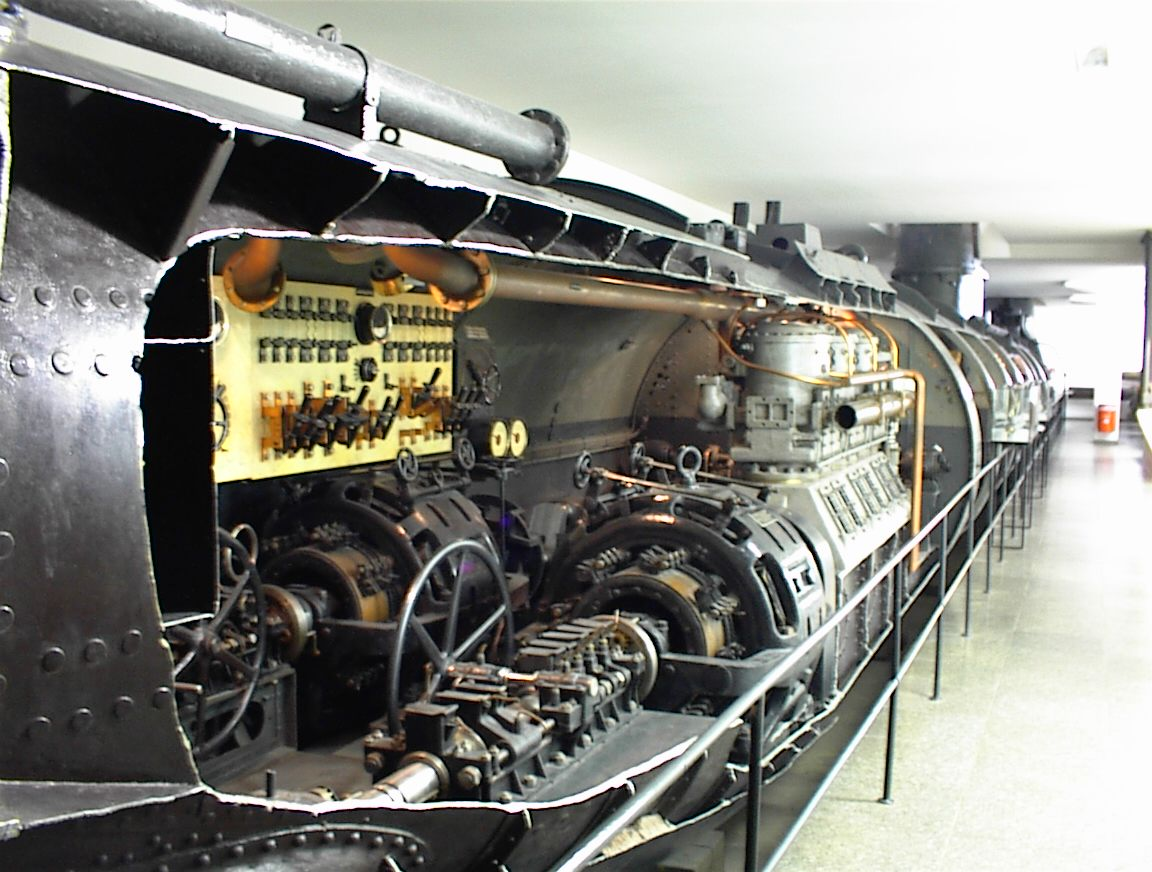
Pierwszy niemiecki okręt podwodny U-1 na ekspozycji w Deutsches Museum
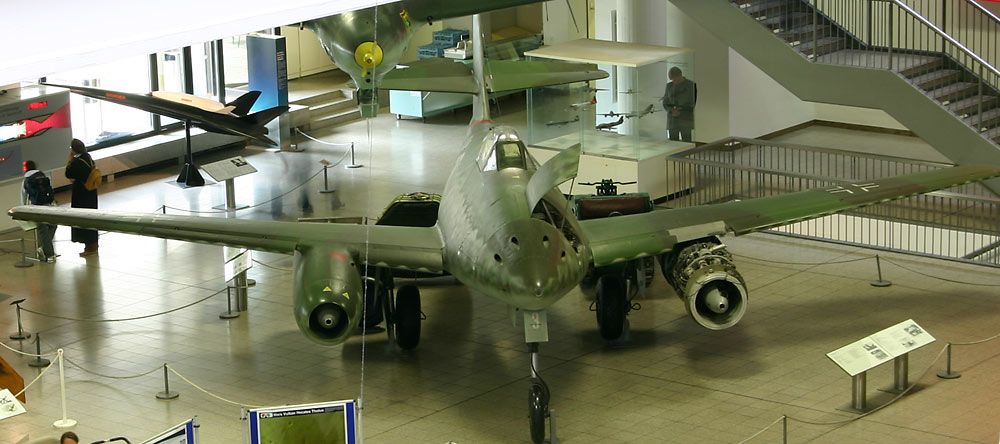
Jeden z eksponatów
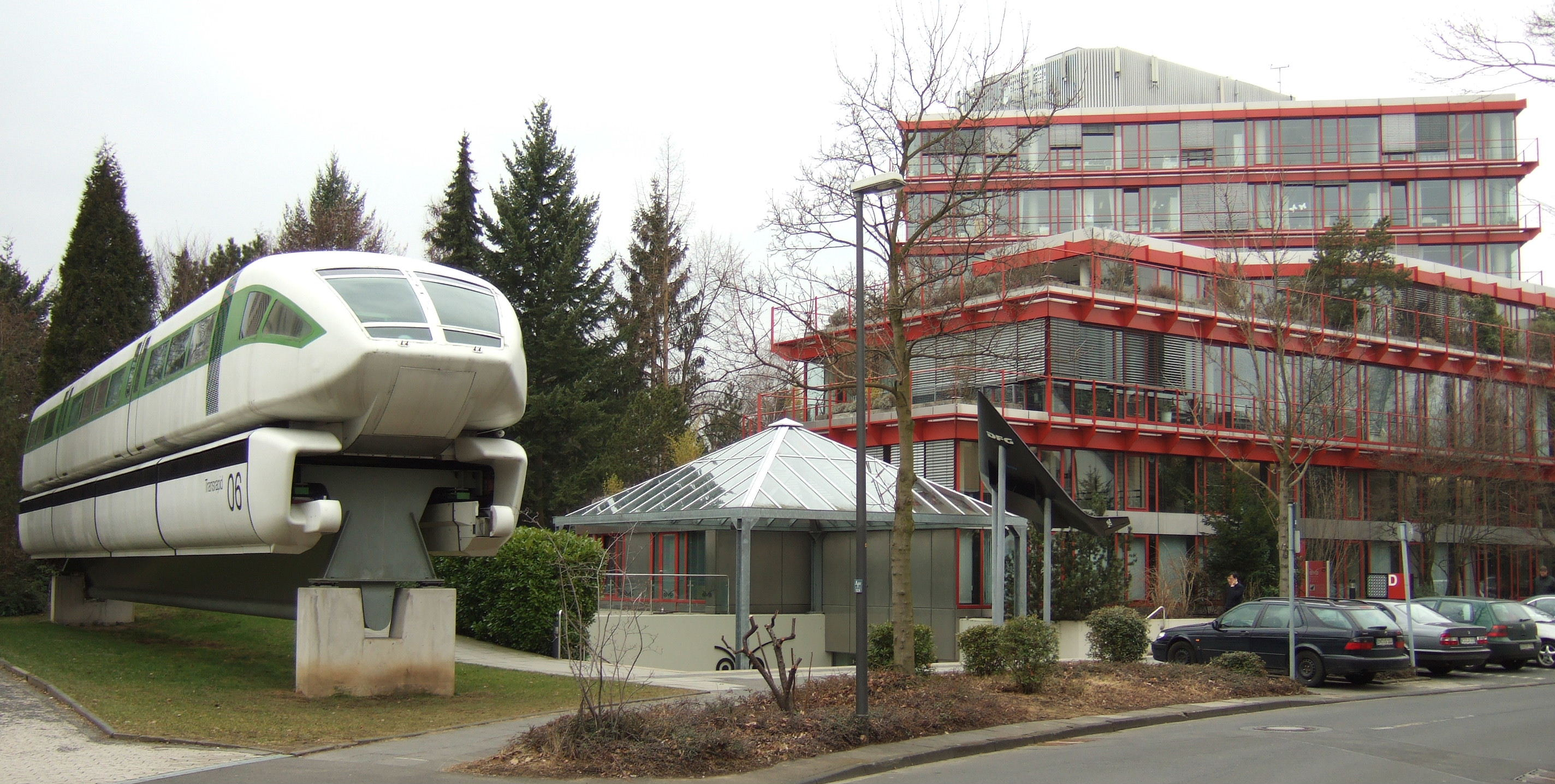
Oddział muzeum w Bonn